# Cadillac SRX
Cadillac SRX ― середньорозмірний кросовер, що вироблявся Cadillac з 2004 по 2016 рік у двох поколіннях.

## Перше покоління
Перше покоління Cadillac SRX випускалось з 2004 по 2009 рік
Середньорозмірний кросовер Cadillac SRX, створений на тій же платформі Sigma, що і седани CTS і STS, почав випускатися в 2004 році. На вибір пропонувалися версії з двигунами V6 і V8, із заднім або постійним повним приводом. По-американськи дешевий салон дисонував з проєвропейськими їздовими звичками. Незвичайна зовнішність була як би сама по собі. Після рестайлінгу 2006 машина стала в цілому гармонійнішою. Аж до нинішнього часу користувалася невисоким, але стійким попитом як вдома, так і на ринках Китаю і Близького Сходу. А всього по світу розійшлося менше 150 тисяч SRX першого покоління.

### Двигуни
| Модель            | Тип           | Об'єм    | Потужність                       | Крутний момент       | Витрати пального      | 0–100 км/год | Максимальна швидкість |
| ----------------- | ------------- | -------- | -------------------------------- | -------------------- | --------------------- | ------------ | --------------------- |
| Бензинові двигуни |               |          |                                  |                      |                       |              |                       |
| 3.6 V6 (AWD)      | V6, 24V, DOHC | 3564 см³ | 190 кВт (258 к.с.) при 6500 хв−1 | 339 Нм при 2700 хв−1 | 13,0 (13,4) л/ 100 км | 8,1 с        | 201 км/год            |
| 4.6 V8 AWD        | V8, 32V, DOHC | 4565 см³ | 239 кВт (325 к.с.) при 6500 хв−1 | 427 Нм при 4400 хв−1 | 14,0 л/ 100 км        | 7,6 с        | 225 км/год            |

|  |  |

## Друге покоління

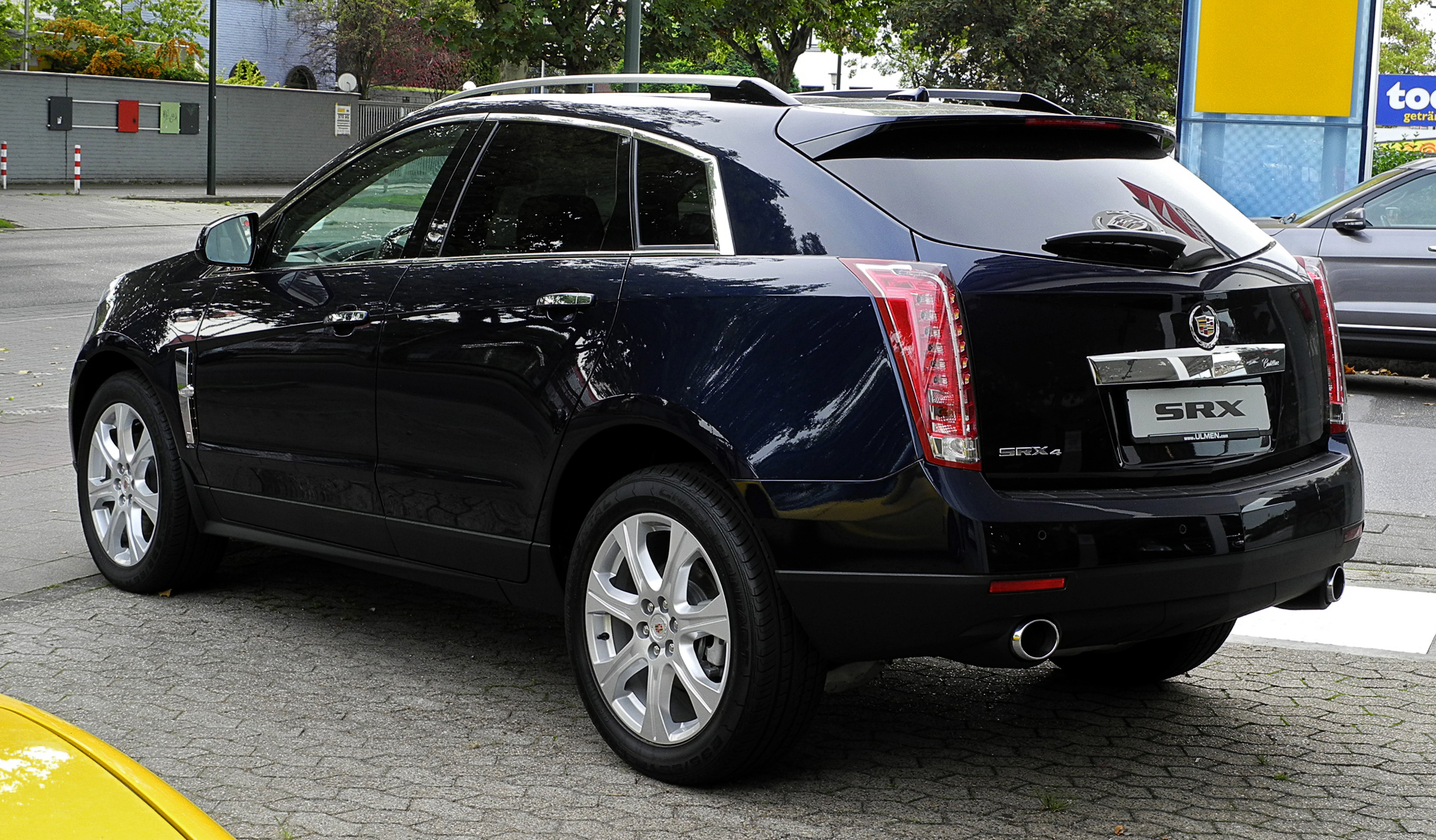
Cadillac SRX ІІ (з 2010)

У 2010 році Cadillac представив абсолютно новий SRX створений на основі концепту Provoq. Для виробництва використовується повнопривідна платформа GM Theta Premium, унікальна, але має деякі компоненти платформ Theta і Epsilon II. Друге покоління SRX початок виготовлятися влітку 2009 року.
SRX був офіційно представлений в січні 2009 року. Він був запущений за вибором 3,0-літровим V6 з безпосереднім уприскуванням палива, 3,6 літровим агрегатом від Cadillac CTS, або 2,8 літровим турбованим V6.
У січні 2011 року General Motors припинили виробництво 2,8-літрового з турбонаддувом V6 в SRX, пославшись на погані цифри продажів. Менше 10 відсотків SRX покупців віддали перевагу двигуну з турбонаддувом. Замість нього з'явився 3,6-літровий V6 на альтернативному паливі E85.
Протягом декількох років, починаючи з 2010 року дизайн автомобіля і його трансмісія були кілька разів змінені. Нарешті, в General Motors було прийнято рішення зупинитися на моделі 3.6-літрового двигуна V6, з прямим впорскуванням палива і 308 к.c., який в порівнянні зі старим V6 3,0-літровим двигуном, споживає палива менше на 3,79л. Зміни, внесені у 2012 році злегка поліпшили якість їзди, тому SRX відмінно відчувається на високих і низьких швидкостях. На шосе, їзда характеризується маневреністю і легким керуванням. 

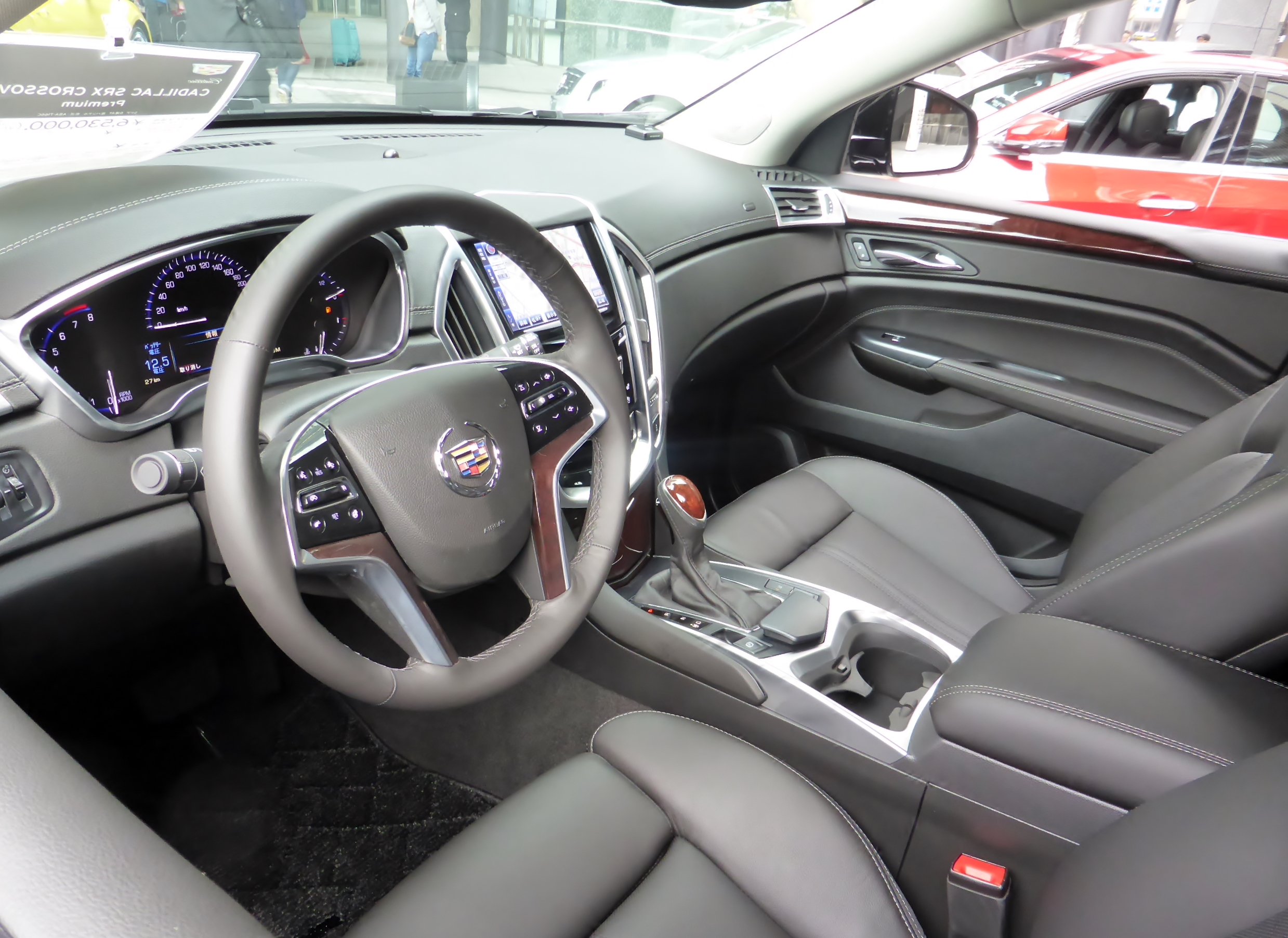

### Двигуни
| Модель               | Тип                       | Об'єм    | Потужність                       | Крутний момент       | Витрати пального | 0–100 км/год | Максимальна швидкість |
| -------------------- | ------------------------- | -------- | -------------------------------- | -------------------- | ---------------- | ------------ | --------------------- |
| Бензинові двигуни    |                           |          |                                  |                      |                  |              |                       |
| 2.8 L Turbo LP9 HFV6 | V6, 24V, DOHC, турбонадув | 2792 см³ | 221 кВт (300 к.с.) при 5500 хв−1 | 400 Нм при 2000 хв−1 | ? л/ 100 км      | ? с          | ? км/год              |
| 3.0 L LF1 HFV6       | V6, 32V, DOHC             | 2994 см³ | 198 кВт (269 к.с.) при 6950 хв−1 | 302 Нм при 5100 хв−1 | 14,0 л/ 100 км   | 8,5 с        | 200 км/год            |
| 3.6L LFX V6          | V6, 32V, DOHC             | 3564 см³ | 230 кВт (308 к.с.) при 6800 хв−1 | 359 Нм при 2400 хв−1 | ? л/ 100 км      | ? с          | ? км/год              |

## Щорічні продажі в США
| Календарний рік | Усього продажів в США |
| --------------- | --------------------- |
| 2003            | 5,049                 |
| 2004            | 30,019                |
| 2005            | 22,999                |
| 2006            | 22,043                |
| 2007            | 22,543                |
| 2008            | 16,156                |
| 2009            | 20,237                |
| 2010            | 51,094                |